# Фарнам (Квебек)
Фарнам (фр. Farnham) је град у Канади у покрајини Квебек. Према резултатима пописа 2011. у граду је живело 8.330 становника.

## Становништво
Према резултатима пописа становништва из 2011. у граду је живело 8.330 становника, што је за 6,7% више у односу на попис из 2006. када је регистровано 7.809 житеља.
| 2006. | 2011. |
| ----- | ----- |
| 7.809 | 8.330 |